# Флонярд
Флонярд (фр. flaugnarde), також відомий як flagnarde, flognarde або flougnarde — французька десертна випічки з фруктами. Вважається різновидом клафуті, який зазвичай готується з вишні з кісточкою. Фланярд готується з яблук, персиків, груш, слив, чорносливу або інших фруктів.
Флонярд готують у скляній або глиняній формі для запікання, рясно змащеній олією, куди викладаються фрукти або ягоди, покриті густим тістом, схожим на тісто для флана. Зверху посипається цукровою пудрою, його можна подавати як теплим, так і холодним.

## Походження
Назва походить від окситанських слів fleunhe та flaunhard, які обидва перекладаються як «м'який» чи «пухнастий». Страва поширена у французьких регіонах Овернь, Лімузен і Перигор.